# Muamer Avdić
Muamer Avdić (* 7. ledna 1993, Mostar, Bosna a Hercegovina) je bosenský fotbalový obránce, od roku 2018 působí v 1. SC Znojmo.
Od léta 2014 do konce roku hostoval v FK Baník Most 1909.

## Klubové statistiky
Aktuální k: 30. srpen 2012
| Sezona  | Klub              | Země  | Soutěž  | Zápasy | Góly |
| ------- | ----------------- | ----- | ------- | ------ | ---- |
| 2009/10 | FC Viktoria Plzeň | Česko | 1. liga | 0      | 0    |
| 2010/11 | 1. SC Znojmo      | Česko | 2. liga | 0      | 0    |
| 2011/12 | 1. SC Znojmo      | Česko | 2. liga | 14     | 0    |
|         | celkem            |       |         | 14     | 0    |